# Neolecanium subterraneum
Neolecanium subterraneum är en insektsart som beskrevs av Hempel 1918. Neolecanium subterraneum ingår i släktet Neolecanium och familjen skålsköldlöss. Inga underarter finns listade i Catalogue of Life.